# Paul-Ernest Sanson

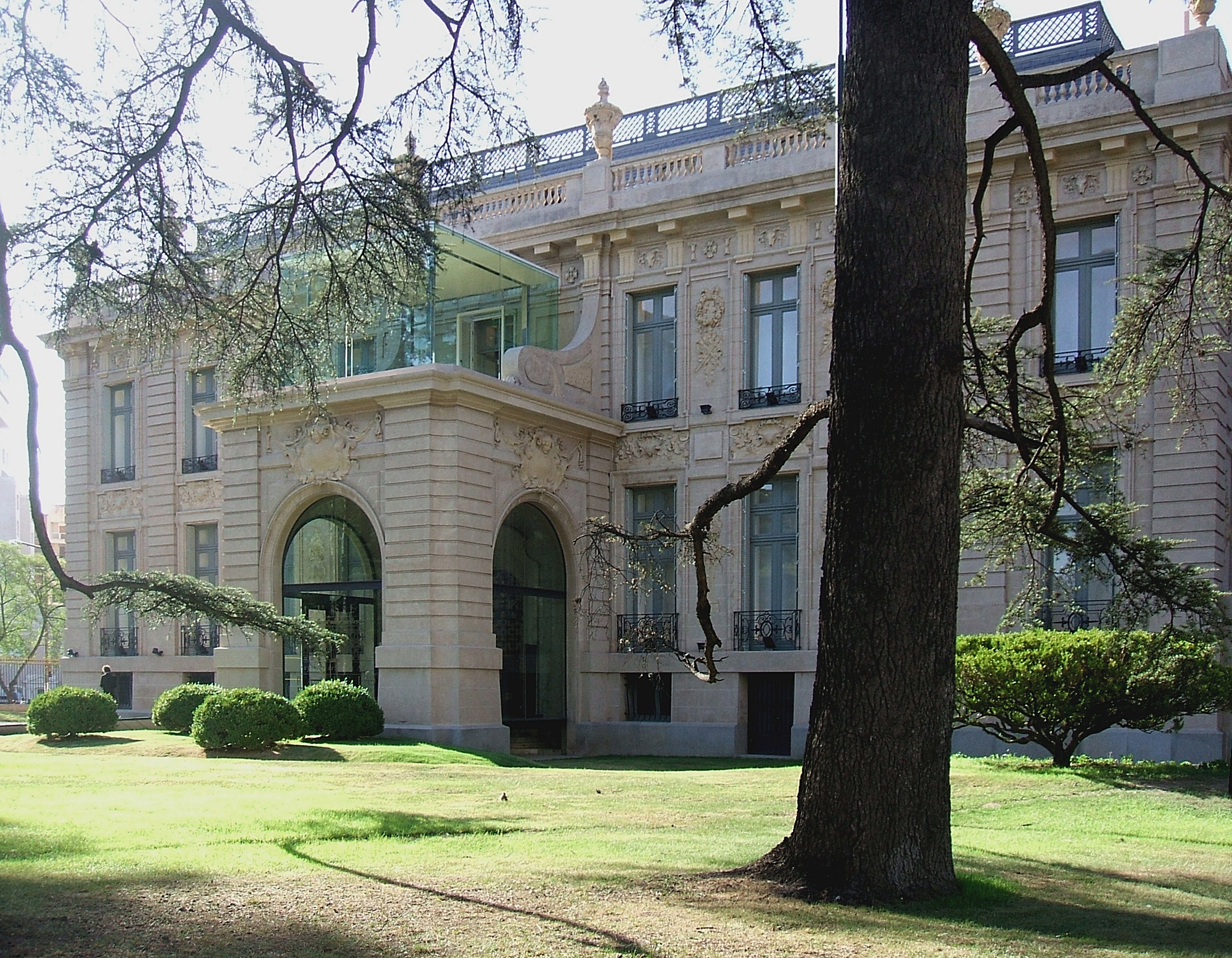
Der Palacio Ferreyra in Córdoba/Argentinien

Paul-Ernest Sanson (* 12. Mai 1836 in Paris; † 15. Januar 1918 ebenda) war ein französischer Architekt, dessen Bauten der Beaux-Arts-Architektur zugeordnet werden.

## Leben
Paul-Ernest Sanson trat mit 18 in die École des Beaux-Arts in Paris ein und belegte Kurse bei dem Architekten Émile Jacques Gilbert. Im Jahr 1861 heiratete er Marie-Caroline Scelles. Sie hatten zwei Söhne, Maurice Pierre (1864–1913) und Louis Charles (1866–1917).
Nachdem Sanson sein Architekturstudium abgeschlossen hatte, arbeitete er mit Denis-Louis Destors und Charles-Auguste Questel zusammen und trat danach in das Büro von Antoine-Nicolas Louis Bailly ein. 1865 übernahm er das Architekturbüro, das sich unter seiner Regie schnell ein großes Renommée bei seiner potentiellen aristokratischen und wohlhabenden bürgerlichen Kundschaft erwarb. Sanson beschäftigte in dieser Zeit seinen Sohn Maurice sowie die Architekten Victor-Guillaume Bariller und René Sergent.
Sansons Entwürfe für elegantes und den modernen Komfort nutzendes Wohnen sind in der langen Tradition der französischen Architektur verankert, wobei er eine Vorliebe für das 17. und 18. Jahrhundert hatte. Bauwerke wie der Palacio Ferreyra, den Sanson 1916 im argentinischen Córdoba errichtet hat, machen den Einfluss des französischen Barock in Sansons Stil unübersehbar.
Paul-Ernst Sanson wurde mehrfach für seine Arbeiten ausgezeichnet; 1911 erhielt er den Orden der Ehrenlegion.
Die Pläne und Unterlagen der Architekten der Familie Sanson werden im Archives nationales in Fontainebleau unter dem Aktenzeichen 143AP aufbewahrt.